# Корбета
Корбѐта (на италиански: Corbetta, на западноломбардски: Corbéta) е град и община в Северна Италия, провинция Милано, регион Ломбардия. Разположен е на 140 m надморска височина. Населението на общината е 17 830 души (към 2012 г.).